# Leib-Grenadier-Regiment „König Friedrich Wilhelm III.“ (1. Brandenburgisches) Nr. 8
Das Leib-Grenadier-Regiment „König Friedrich Wilhelm III.“ (1. Brandenburgisches) Nr. 8 war ein Infanterieverband der Preußischen Armee.

## Geschichte
Das Regiment verdankt seine Entstehung der erfolgreichen Verteidigung der Festung Kolberg gegen Truppen Napoleons I. während des Frühjahrsfeldzugs im Jahr 1807. Aus den preußischen Soldaten, die Kolberg verteidigt hatten, wurden 1808 neben anderen Verbänden auch zwei Infanterieregimenter gebildet. So entstanden unter anderem das Leib-Grenadier-Regiment „König Friedrich Wilhelm III.“ (1. Brandenburgisches) Nr. 8 und das Colbergsches Grenadier-Regiment „Graf Gneisenau“ (2. Pommersches) Nr. 9. Dabei ging die Fußtruppe des Freikorps Schill als Leichtes Bataillon von Schill im Leib-Grenadier-Regiment auf.  

### Befreiungskriege1813/15
- Schlacht bei Großgörschen
- Schlacht bei Bautzen
- Gefecht bei Möckern
- Schlacht bei Laon
- Gefecht bei Claye
- Schlacht bei Paris

### Deutsch-Dänischer Krieg1864
- Erstürmung der Düppeler Schanzen

### Deutscher Krieg1866
- Schlacht bei Gitschin
- Schlacht bei Königgrätz

### Deutsch-Französischer Krieg1870/71
Am 16. Juli 1870 ging beim Regiment durch das Divisionskommando der Befehl zur planmäßigen Mobilmachung ein. Bis zum 21. Juli trafen sämtliche Reserveoffiziere und Ergänzungsmannschaften ein, sodass dem Generalkommando am darauffolgenden Tag die Marschbereitschaft gemeldet werden konnte. Der Verband trat am 23. Juli den Ausmarsch an und wurde mit der Eisenbahn über Berlin, Magdeburg, Braunschweig, Hannover, Minden, Köln, Bingen nach Kreuznach gefahren. Dort befand sich der Sammelpunkt des III. Armee-Korps. Ab 28. Juli gehörte das Regiment zur Avantgarde der 5. Division. Zwei Tage später begann der Vormarsch, bei dem es ohne Feindeinwirkung zu den ersten Todesfälle kam. Drei Soldaten verstarben durch Hitzschlag, weitere 32 fielen bis zum 3. August krankheitsbedingt aus. Bis zum 6. August hatte das Regiment die Gegend um Neunkirchen erreicht. An diesem Tag kam der Verband in der Schlacht bei Spichern erstmals ins Gefecht. Insgesamt beliefen sich die Verluste dabei auf 13 Offiziere und 357 Mannschaften. Im Laufe des 7. August bezog das Regiment in Saarbrücken für zwei Tage Quartiere. Anschließend lag es bei Macheren, Guenviller und Hombourg-Haut auf Vorposten und erhielt am 11. August den Befehl, die Bewachung des Großen Hauptquartiers bei Saint-Avold zu übernehmen. Gleichzeitig stellte es Posten für die Quartiere des Großherzogs Karl Alexander, des Prinzen Luitpold von Bayern sowie des Reichskanzlers Otto von Bismarck.
- Schlacht bei Gravelotte
- Schlacht bei Bellevue
- Schlacht von Orléans
- Belagerung von Metz

### Erster Weltkrieg 1914/18
Das Regiment macht bei Ausbruch des Ersten Weltkriegs am 2. August 1914 mobil. Als Teil der 9. Infanterie-Brigade der 5. Division marschierte der Verband in das neutrale Belgien ein und kam bei Tirlemont erstmals ins Gefecht. Nach der Schlacht bei Mons rückte es nach Frankreich vor, kämpfte bei Le Cateau sowie an der Marne und ging nach der Schlacht an der Aisne in den Stellungskrieg über. Im Frühjahr 1915 erhielt das Regiment eine 13. Kompanie und am 4. April 1915 änderte sich das Unterstellungsverhältnis. Der Verband unterstand nun bis Kriegsende der 10. Infanterie-Brigade. Nach der Herbstschlacht in der Champagne kam das Regiment Ende Februar 1916 vor Verdun zum Einsatz und nahm im Juli/August des gleichen Jahres an der Schlacht an der Somme teil. Danach folgten wieder Stellungskämpfe, bevor das Regiment im Juli 1917 an die Ostfront verlegt wurde. Hier lag es zunächst in Stellungskämpfen östlich Zloczow und nahm anschließend an der Durchbruchsschlacht in Ostgalizien sowie den folgenden Stellungskämpfen am Sereth teil. Am 14. September 1916 erhielt der Verband eine 2. und 3. MG-Kompanie.
Kurzzeitig setzte man das Regiment ab Ende September 1917 an der Italienfront ein. In der Zwölften Isonzoschlacht fasste der Regimentskommandeur Oberstleutnant von Gluszewski, entgegen dem Divisionsbefehl, den selbständigen Entschluss, die italienische Schlüsselstellung am Monte Hum anzugreifen. Bei der folgenden Eroberung fielen dem Regiment mehrere Geschütze und MGs in die Hände. Außerdem konnten 80 Offizier und rund 3500 Mann als Gefangene eingebracht werden. Anschließend nahm der Verband den Monte San Giovanni und den Monte Spinh. Bei den Kämpfen, die zur Eroberung des Castel del Monte führte, konnte das Regiment weitere ca. 4500 an Kriegsgefangenen machen. Am 31. Oktober brachte alleine die 1. Kompanie bei Lestizza rund 2500 Gefangene ein.
Mitte Dezember 1917 wurde es wieder an die Westfront verlegt und in der Champagne eingesetzt. Im Frühjahr 1918 beteiligte sich das Regiment an der deutschen Offensive. Während der Stellungskämpfe an der Vesle erlitt der Verband im August 1918 große Verluste, sodass die 6. und 10. Kompanie aufgelöst werden musste. Als Ersatz wurde dafür die 7., 9. bis 12. Kompanie sowie die 2. MG-Kompanie des aufgelösten Reserve-Infanterie-Regiments Nr. 35 eingegliedert. Im gleichen Monat erhielt das Regiment außerdem eine eigene MW-Kompanie.

### Verbleib
Nach dem Waffenstillstand von Compiègne kehrten die Reste des Regiments in die Garnison nach Frankfurt (Oder) zurück und wurde dort ab 29. Dezember 1918 demobilisiert. Aus Teilen bildete sich das Freiwilligen Leib-Grenadier-Regiment 8, dass sich zu zwei Bataillonen mit einer MG-Kompanie gliederte. Diese Freiformation ging mit der Bildung der Vorläufigen Reichswehr als Stab und I. Bataillon im Reichswehr-Grenadier-Regiment 53 auf.
Die Tradition übernahm in der Reichswehr durch Erlass des Chefs der Heeresleitung, General der Infanterie Hans von Seeckt, vom 24. August 1921 die 1. Kompanie des 8. (Preußisches) Infanterie-Regiments in Frankfurt (Oder). In der Wehrmacht führte der Regimentsstab, das II. Bataillon sowie die 13. und 14. Kompanie des Infanterieregiments 8 die Tradition fort.

## Regimentschef
| Dienstgrad | Name                   | Datum                            |
| ---------- | ---------------------- | -------------------------------- |
|            | Friedrich Wilhelm III. | 26. August 1808 bis 7. Juni 1840 |
|            | Friedrich Wilhelm IV.  | 08. Juni 1840 bis 2. Januar 1861 |
|            | Wilhelm I.             | 05. Januar 1861 bis 9. März 1888 |
|            | Friedrich III.         | 10. März bis 15. Juni 1888       |
|            | Wilhelm II.            | 16. Juni 1888 bis Auflösung      |

## Kommandeure
| Dienstgrad                    | Name                            | Datum                                                              |
| ----------------------------- | ------------------------------- | ------------------------------------------------------------------ |
|                               | Heinrich Wilhelm von Horn       | 11. September 1808 bis 4. Dezember 1811                            |
| Major                         | Ernst Ludwig von Tippelskirch   | 04. Dezember 1811 bis 14. Juni 1812 (mit der Führung beauftragt)   |
| Major/ Oberstleutnant         | Karl Heinrich von Zielinski     | 15. Juni 1812 bis 25. März 1813                                    |
| Major/ Oberstleutnant/ Oberst | Konstantin von Zepelin          | 26. März 1813 bis 9. April 1816                                    |
| Oberstleutnant                | Friedrich Wilhelm von Grabow    | 23. Mai 1816 bis 29. März 1832                                     |
| Oberstleutnant/ Oberst        | Ferdinand von Werder            | 30. März 1832 bis 29. März 1839                                    |
| Oberstleutnant                | Louis von Marées                | 30. März 1839 bis 27. Januar 1840 (mit der Führung beauftragt)     |
| Oberstleutnant/ Oberst        | Louis von Marées                | 28. Januar 1840 bis 24. Juni 1845                                  |
| Oberstleutnant/ Oberst        | Wilhelm von Chamier             | 01. September 1845 bis 27. April 1846 (mit der Führung beauftragt) |
| Oberst                        | Wilhelm von Chamier             | 28. April 1846 bis 1. Januar 1849                                  |
| Major/ Oberstleutnant         | Ludwig von Hoffmann             | 02. Januar bis 3. Dezember 1849                                    |
| Oberst                        | Ernst von Manstein              | 04. Dezember 1849 bis 21. September 1852                           |
| Oberstleutnant/ Oberst        | Albrecht von Sydow              | 22. September 1852 bis 3. April 1857                               |
| Oberstleutnant/ Oberst        | Karl Marschall von Sulicki      | 04. April 1857 bis 30. Mai 1859                                    |
| Oberst                        | Alfons von Bojanowski           | 31. Mai 1859 bis 18. Mai 1863                                      |
| Oberst                        | Emil von Berger                 | 19. Mai 1863 bis 29. Oktober 1866                                  |
| Oberst                        | Alfons Girodz von Gaudi         | 30. Oktober 1866 bis 17. Juli 1870                                 |
| Oberstleutnant/ Oberst        | Anton Wilhelm Karl von L’Estocq | 18. Juli 1870 bis 22. März 1871 (mit der Führung beauftragt)       |
| Oberst                        | Anton Wilhelm Karl von L’Estocq | 23. März 1871 bis 11. Dezember 1874                                |
| Oberstleutnant                | Rudolf von Reibnitz             | 12. Dezember 1874 bis 11. Januar 1875 (mit der Führung beauftragt) |
| Oberstleutnant/ Oberst        | Rudolf von Reibnitz             | 12. Januar 1875 bis 10. Dezember 1880                              |
| Oberstleutnant/ Oberst        | Karl Finck von Finckenstein     | 11. Dezember 1880 bis 20. März 1882 (mit der Führung beauftragt)   |
| Oberst                        | Karl Finck von Finckenstein     | 21. März 1882 bis 14. Mai 1883                                     |
| Oberst                        | Johann von Willisen             | 15. Mai 1883 bis 24. September 1885                                |
| Oberst                        | Kuno von Falkenstein            | 25. September 1885 bis 3. August 1888                              |
| Oberstleutnant                | Paul von Collas                 | 04. August bis 12. November 1888                                   |
| Oberst                        | Paul von Collas                 | 13. November 1888 bis 21. März 1891                                |
| Oberst                        | Bernhard Friedrich von Krosigk  | 22. März 1891 bis 15. Juni 1894                                    |
| Oberstleutnant                | Friedrich von Liechtenstern     | 16. Juni bis 11. September 1894 (mit der Führung beauftragt)       |
| Oberst                        | Friedrich von Liechtenstern     | 12. September 1894 bis 17. Oktober 1895                            |
| Oberst                        | Hermann von Eichhorn            | 18. Oktober 1895 bis 15. Februar 1897                              |
| Oberst                        | Paul von Kleist                 | 16. Februar 1897 bis 21. Mai 1900                                  |
| Oberst                        | Wilhelm von Salisch             | 22. Mai 1900 bis 17. August 1903                                   |
| Oberst                        | Max von Schack                  | 18. August 1903 bis 8. Februar 1906                                |
| Oberstleutnant                | Max von Diringshofen            | 09. Februar bis 9. April 1906 (mit der Führung beauftragt)         |
| Oberst                        | Max von Diringshofen            | 10. April 1906 bis 21. März 1910                                   |
| Oberst                        | Paul von Uthmann                | 22. März 1910 bis 15. Juni 1913                                    |
| Oberst                        | Konrad Finck von Finckenstein   | 16. Juni 1913 bis 21. September 1914                               |
| Oberstleutnant                | Georg von Rosainski             | 22. September 1914 bis 17. Dezember 1915                           |
| Oberst                        | Wilhelm Friedrich von Hahnke    | 18. Dezember 1915 bis 25. März 1916                                |
| Oberst                        | Joachim von Treschow            | 26. März bis 31. Mai 1916                                          |
| Major/ Oberstleutnant         | Wilhelm von Gluszewski          | 01. Juni 1916 bis Januar 1919                                      |

## Gedenken

### Deutsch-Französischer Krieg

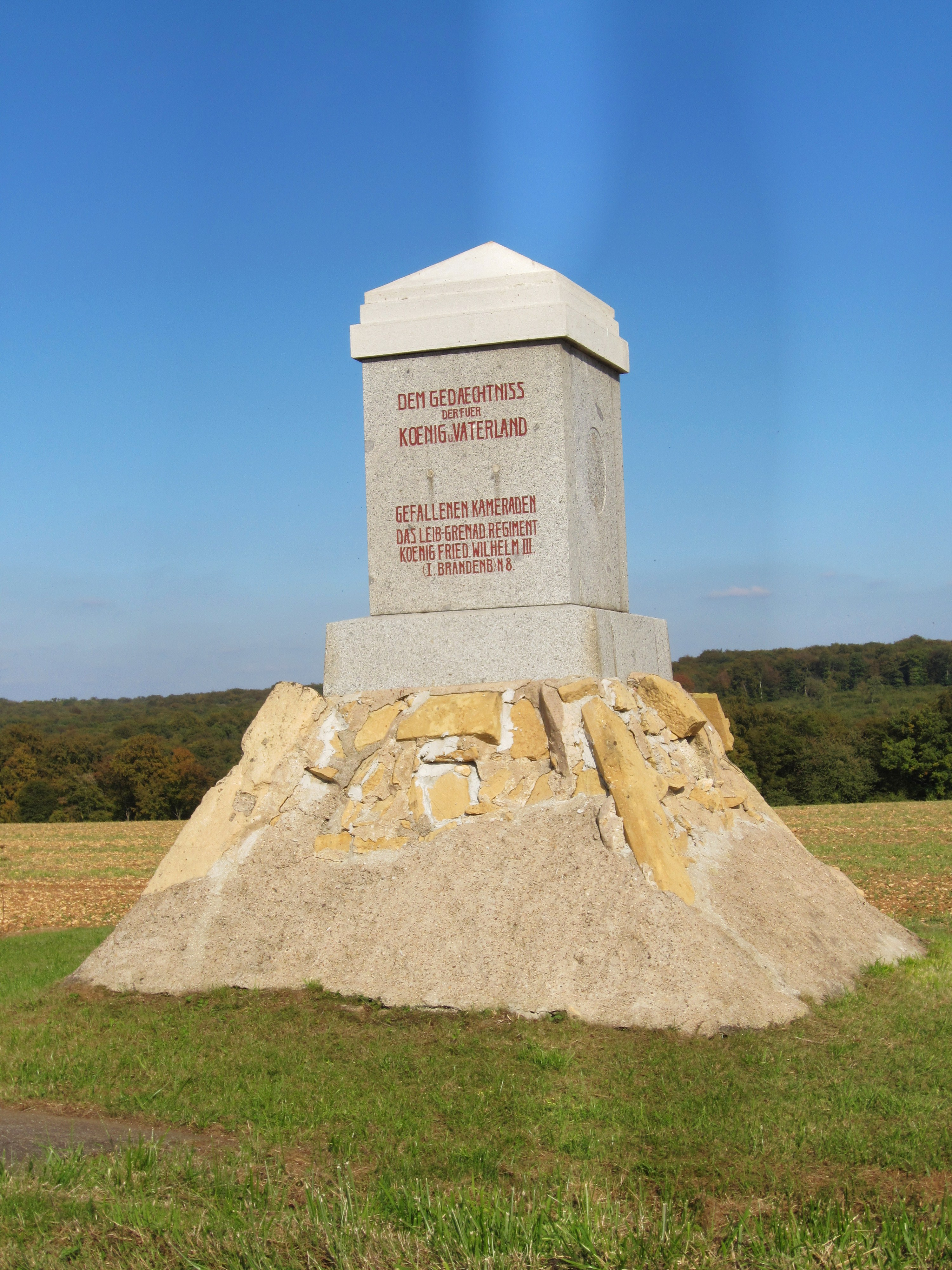
Gefallenendenkmal in Lothringen (2011)

Für die gefallenen 329 Soldaten und 29 Offiziere des Deutsch-Französischen Krieges von 1870/1871 wurde am 27. Oktober 1872 in Frankfurt (Oder) ein Kriegerdenkmal eingeweiht. Es befand sich im Lennépark und wurde von dem Oberprediger Löwenstein eingeweiht. Das Denkmal war in der Form eines Obelisken gestaltet, auf dessen Sockel sich eine Kupferplatte mit den eingravierten Namen der Soldaten und Offiziere befand. Ein weiteres Denkmal wurde in Lothringen an der Straße Gerzon-Rezonville errichtet. Alle Namen und Hinweise wurden 1946 entfernt, obwohl der Befehl von 1946 dieses Denkmal gar nicht mit einbegriffen hatte. Drei Jahre später wurde das Denkmal vollständig geschleift. Die im Sockel hinterlegten Dokumente wurden dem Stadtarchiv übergeben.

### Erster Weltkrieg
An die Gefallenen im Ersten Weltkrieg erinnerte ein Denkmal in Frankfurt, das von Hugo Lederer entworfen und von dessen Schüler, dem späteren Architekten und Bildhauer Adolph Dahl (1886–1940) aus Stettin, geschaffen wurde. Die feierliche Einweihung, zu der tausende Einwohner gekommen waren, fand am 10. Mai 1925 statt.